# دو برج (رمان)
دو برج (انگلیسی: The Two Towers) یک کتاب از جان رونالد روئل تالکین است. این کتاب دومین کتاب از سری ارباب حلقه‌ها است که فیلم ارباب حلقه‌ها: دو برج از روی آن ساخته شده است.

## خلاصهٔ رمان

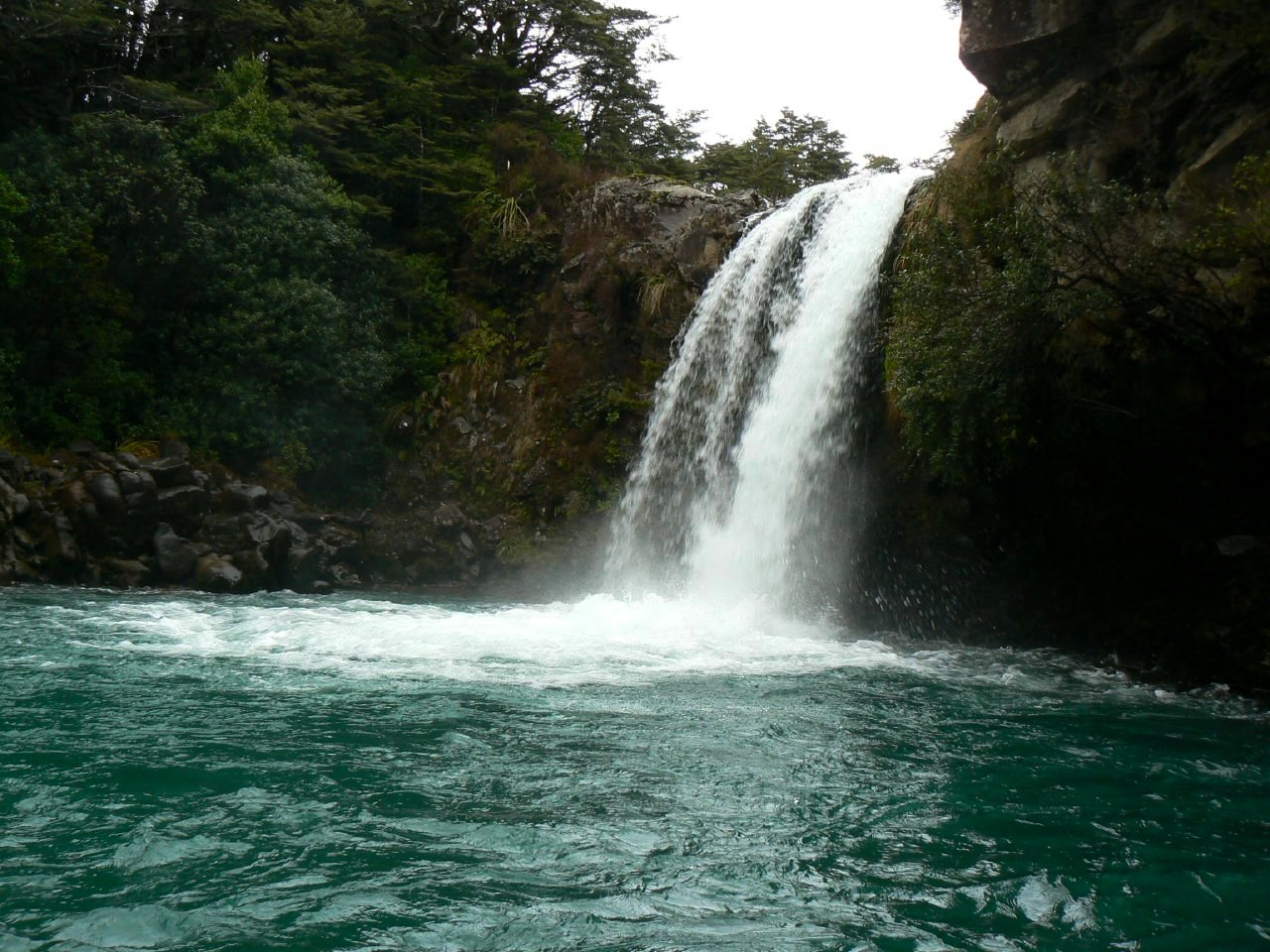
این آبشار و حوضچه عمیقی است که برای فیلم‌برداری صحنه گرفتن ماهی توسط گالوم در دومین فیلم ارباب حلقه‌ها استفاده شد.

رمان دو برج با فروپاشی یاران حلقه آغاز می‌شود. آراگورن متوجه می‌شود که برومیر در نبرد با ارکها مرده است و مری و پیپین در چنگ ارک‌ها اسیر شده‌اند. ارک‌ها این پیش‌گویی را شنیده‌اند که یکی از هابیت‌ها حلقه‌ای در اختیار دارد که به صاحبش قدرتی مطلق می‌دهد و به‌اشتباه فکر می‌کنند مری و پیپین صاحبان حلقه‌اند.
چند تن دیگر از اعضای یاران حلقه، از جمله گیملی، لگولاس و آراگورن، به‌صرافت جستجو و نجات مری و پیپین می‌افتند. آنان دشت‌ها و جنگل‌ها را زیر پا می‌گذارند، ردپای هابیت‌ها را دنبال می‌کنند و همواره آمادهٔ یورش ارک‌ها هستند. این افراد پس از چهار روز تاخت‌وتاز بدون استراحت، با سواران روهان که ای‌یومِر رهبری آن‌ها را به عهده دارد، مواجه می‌شوند. ای‌یومر به آنان اطلاع می‌دهد که شب قبلش ارک‌ها را در آستانهٔ جنگل فنگورن از بین برده و هیچ کدامشان زنده نمانده‌اند. او برای ادامهٔ مسیر، اسب‌هایی به آنان می‌دهد، اما می‌گوید که به احتمال زیاد هابیت‌ها نتوانسته‌اند از نبرد جان سالم به در ببرند.
هنگام حملهٔ سواران روهان (یا همان روهیریم)، پیپین و مری از دست ارک‌ها می‌گریزند و به جنگل فنگورن در نزدیکی رودخانهٔ اِنت‌واش پناه می‌آورند. آن‌ها پس از عبور از جنگل انبوه، به تپه‌ای سنگی می‌رسند و در آنجا یک اِنت (موجودی عظیم‌الجثه و شبیه به درخت) به نام فَنگورن با آنان دوست می‌شود. فنگورن به هابیت‌ها غذا می‌دهد و آنان را به انجمن انت‌ها می‌برد. در این انجمن، انت‌ها تصمیم می‌گیرند علیه ارک‌های دژ آیزِنگارد بجنگند. این ارک‌ها موجوداتی تحت سیطرهٔ جادوی سارومان هستند و رفتار خصمانه‌ای با انت‌ها داشته‌اند.
در همین حین، آراگورن و همراهانش در جستجوی هابیت‌ها وارد جنگل فنگورن و اسیر سارومان می‌شوند. سپس گندالف، که پس از مرگش در کتاب یاران حلقه حیات تازه یافته و اکنون در هیبتی سفید و درخشان ظاهر شده، به کمکشان می‌آید. او پس از افتادن به درون پرتگاه به نبرد خود با بلراگ ادامه داده و بر او غلبه کرده است. گندالف به یاران آراگورن می‌گوید که مری و پیپین جایشان پیش فنگورن امن است و یاران قدیمی‌اش را به ادوراس، پایتخت روهان و کاخ مطلای شاه تئودن می‌برد. در آنجا گندالف افشا می‌کند که ورم تانگ یا همان مارزبان، مشاور تئودن (پادشاه روهان)، جاسوس سارومانِ خبیث است. اِئووین، خواهرزادهٔ تئودن و خواهر ای‌یومِر، آراگورن را تحسین می‌کند. به‌علاوه، گندالف ای‌یومِر و تئودن را با هم متحد می‌کند. سپس تئودن سپاهیانش را بسیج می‌کند و به همراه آن‌ها به دژ هِلمز دیپ می‌رود تا با سپاهیان سارومان که هر لحظه نزدیک‌تر می‌شوند، بجنگد. پیش از آغاز نبرد، گندالف بدون اینکه به کسی چیزی بگوید، با اسبش از آن‌ها جدا می‌شود. حین جنگ، وقتی کار برای آراگورن و تئودن دشوار می‌شود، ناگهان نیروهای کمکی گندالف، یعنی انبوهی از درختان، در دره ظاهر می‌شوند و تمام ارک‌هایی را که سعی می‌کردند فرار کنند، به هلاکت می‌رسانند. درنهایت، روهیریم لشکر عظیم سارومان را شکست می‌دهد، هرچند تلفات زیادی نیز متحمل می‌شود.
بعد از نبرد هِلمز دیپ، گندالف به همراه آراگورن، گیملی، لگولاس، تئودن و همراهانش برای مواجهه با سارومان در دژ آیزنگارد به‌راه می‌افتد، اما با دیدن مری و پیپین در نزدیکی دروازه‌های مرکز فرماندهیِ سارومان، که فقط خرابه‌ای از آن باقی مانده، غافلگیر می‌شوند. مری و پیپین به گندالف اطلاع می‌دهند که انت‌ها آیزنگارد را از بین برده‌اند، اما سارومان به همراه وُرم تانگ در برج رسوخ‌ناپذیر اُرتانک مخفی شده است. مری و پیپین به گندالف می‌گویند که انت‌ها می‌خواهند او را ببینند تا برای مقابله با سارومان کمکشان کنند. گندالف با سارومان صحبت می‌کند تا به او فرصت توبه بدهد. اما وقتی سارومان پیشنهاد او را نمی‌پذیرد، گندالف خبر اخراج او از جمع جادوگران را اعلام می‌کند. وُرم‌تانگ سعی می‌کند از بالای برج با پرتاب شیئی از پنجره، گندالف را بکشد. آن شیء گوی بلورین پالانتیر است، سنگی جادویی که در خود تصاویری نشان می‌دهد. همان شب پیپین وسوسه می‌شود به درون پالانتیر نگاه کند. همین کار باعث می‌شود سائورون، ارباب تاریکی، مکان پیپین را بیابد. اما خوشبختانه قبل از آنکه پیپین فرصت داشته باشد ماجرای سفر فرودو به قصد نابودی حلقه را شرح بدهد، گندالف این ارتباط را قطع می‌کند…